# やまとひめ (擬人化)

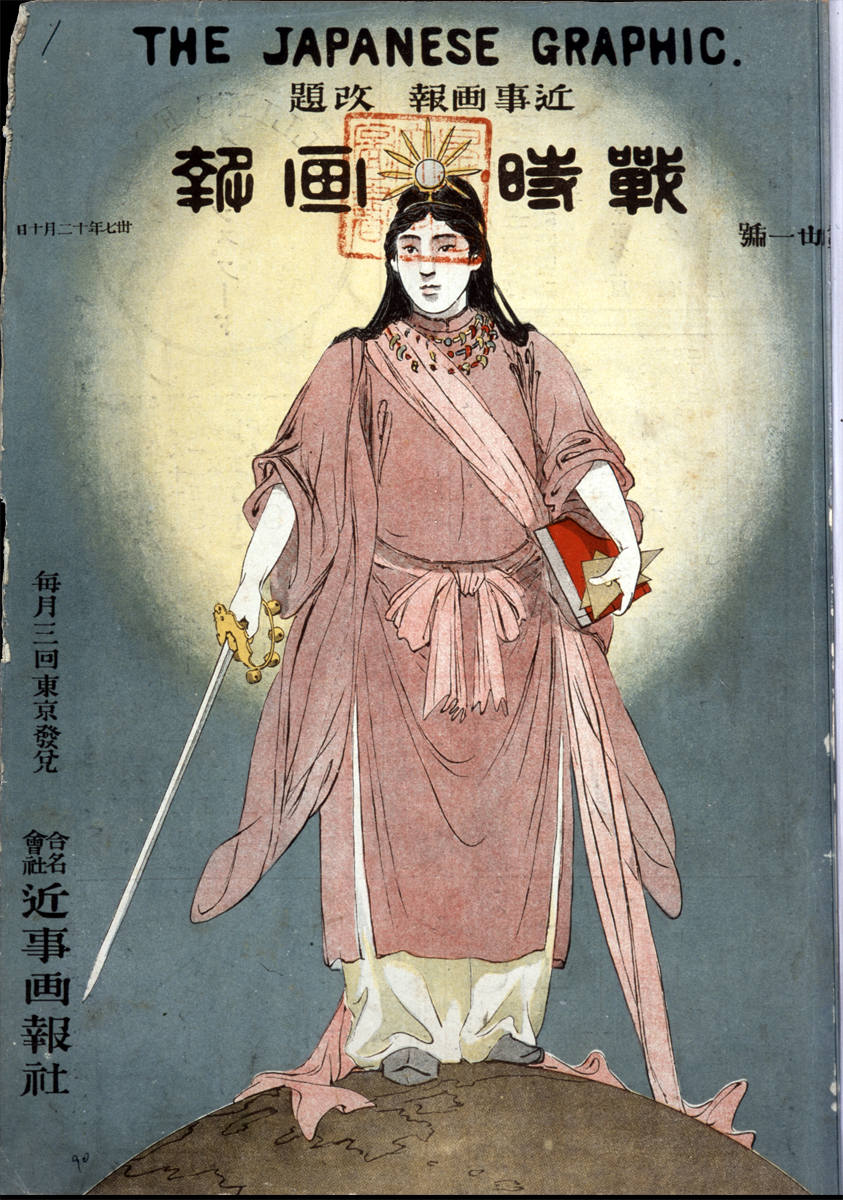
1904年、戦時画報(近時画報)表紙

やまとひめ（大和姫あるいは日本姫）は、日本または日本人を擬人化した女性。
日本を『大和』として女性化したものは古いもので1877年発行の團團珍聞『大和や娘の阿国』が「英吉」(イギリスの擬人化)に婚姻を迫られ、傍らには乳母の「おしな」(中国)と弟の「琉吉」(琉球の擬人化)がいるもがある。
有名な例は北沢楽天の寓意画『やまとひめとブリタニア』で、ポスターや商標など様々な物に転用されている。

## 日英同盟期
日英博覧会の際、やまとひめは記念メダルや褒賞状などに描かれた。林みちこによると、日本にはイギリスのブリタニアや米国のコロンビアのような国を擬人化した女神が存在しなかった為に、日本はその様なシンボルを必要とした。三宅雪嶺によると、時事新報社はエドワード7世の戴冠式にて大和姫とブリタニアが同乗する車を出し、ロンドン市中に練り回した。

## 絵画以外での言及
内ヶ崎作三郎は自著の中で当時の同盟国である英国との関係を親密であるとし、日本人をやまとひめに、イギリス人をブリタニアに例えて、『大和姫とブリタニヤ姫とはその性質に於ても、その教養に於ても、その趣味に於ても、その気分に於ても一致するところが多いだらうと思はれる。』と述べている。樋口勘次郎は日露戦争を『露国の横暴に對して銃口を開きたる大和姫は全世界の喝采の中に、連戦連勝せり。』と述べた。
坂口昂は日本を大和姫と考えると東京は頭部であり、横浜と神戸は片腕であり、関西は胴体であるとし、関東大震災は大和姫の頭部を直撃したと表現した。 團團珍聞では「お琉の国籍問題」と表し、幼い小娘として描かれたお琉(琉球) を年老いた大和姫が苛め、お琉の隣にはお支那さん(清)がいて、お琉は「やはりお支那さんがよいわ」と発言している。その様子を鷲印の伴天を着た男たち(アメリカ)が静かに睨んでいる風刺画が描かれた。これは当時の琉球問題を表している
。

## ギャラリー

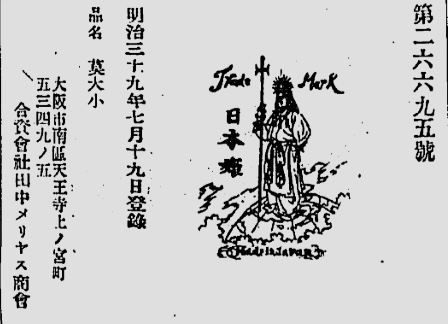
明治時代の商標。日本姫と書かれている。
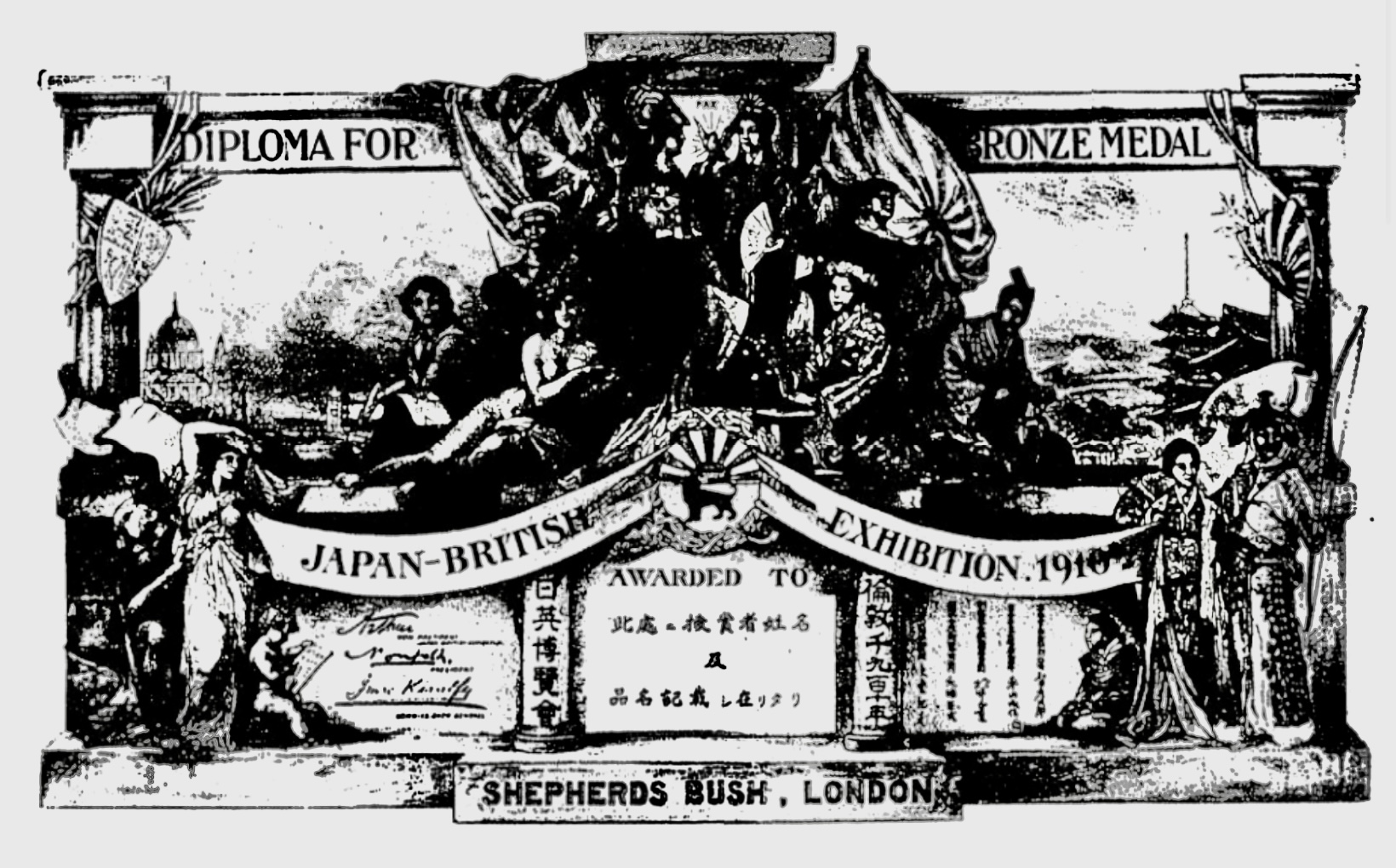
日英博覧会褒賞状(1910)中央部右側の人物。隣にはブリタニア。
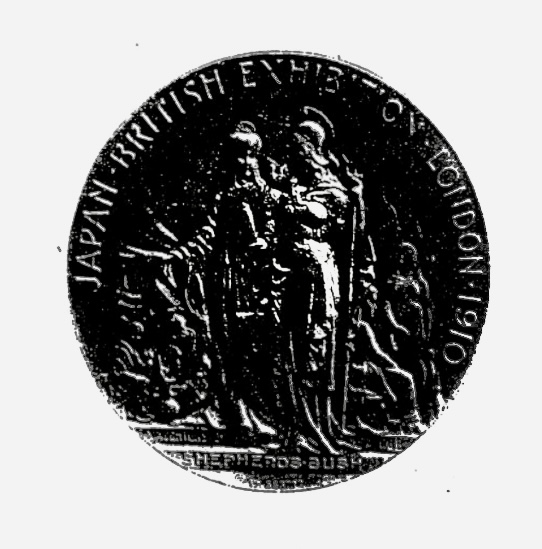
日英博覧会記念メダル
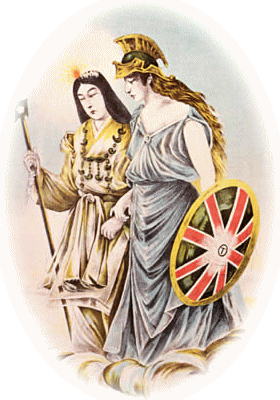
明治後期のタバコ広告
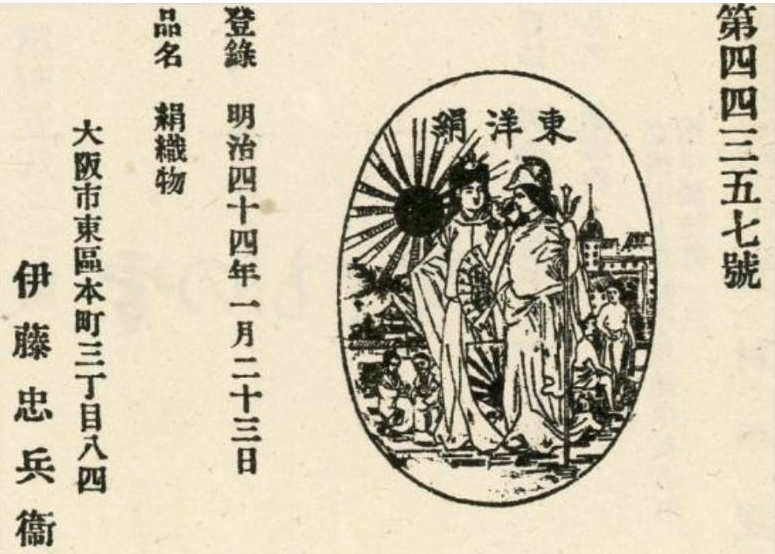
明治時代の商標。日英博覧会褒賞状の流用。
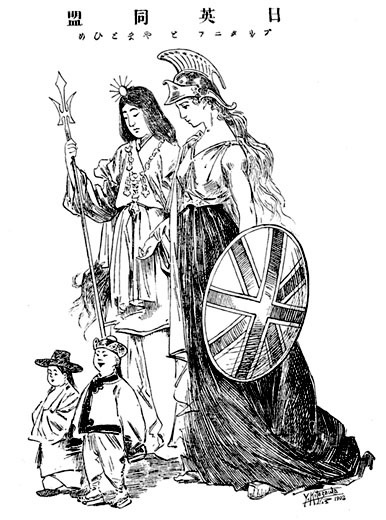
時事新報社(1902)。やまとひめとブリタニアの前には幼く描かれた朝鮮と満州がいる。